# Musica ad Rhenum
Musica ad Rhenum est un ensemble néerlandais de musique baroque et classique fondé en 1992 et basé à Amsterdam, adepte de l'interprétation historiquement informée, soit l'interprétation sur instruments anciens (ou copies d'instruments anciens).

## Historique
L'ensemble Musica ad Rhenum est fondé en 1992 à Amsterdam aux Pays-Bas par le flûtiste américain Jed Wentz,,.
Jed Wentz a étudié la flûte traversière à Youngstown et Oberlin dans l'état de l'Ohio, ainsi qu'à Pittsburgh en Pennsylvanie, dans le nord-est des États-Unis,.
Comme la compétition est énorme dans le milieu musical aux États-Unis, Wentz vient aux Pays-Bas pour y étudier la flûte traversière et la musique du XVIIIe siècle : « Pas la musique du XIXe siècle, car c'est pour moi une sorte de prison pour notes de musique ».
Il poursuit ses études avec Barthold Kuijken au Conservatoire royal de La Haye, où il obtient son diplôme de musicien interprète en 1985,.
À la fin des années 1980, Jed Wentz joue et enregistre avec divers groupes comme Musica Antiqua Köln, Les Musiciens du Louvre, Capriccio Stravagante et le Gabrieli Consort, avant de fonder en 1992 à Amsterdam son propre ensemble Musica ad Rhenum, dont il est à la fois le soliste et le leader,,.
L'ensemble Musica ad Rhenum est régulièrement invité à des festivals comme le Festival de musique ancienne d'Utrecht, la Styriarte de Graz, les Bachtage de Berlin, les Regensburger Musiktage, le Händel Festspiele de Halle, le Lufthansa Festival de Londres, ainsi que des festivals à York, Anvers et Madrid,.
Il se produit dans de grandes salles européennes comme le Concertgebouw d'Amsterdam, le Wigmore Hall à Londres, la Philharmonie de Berlin ainsi qu'au Konzerthaus et au Musikverein de Vienne ainsi que dans de nombreuses villes américaines comme New York, Chicago, Milwaukee, Cleveland, Pittsburgh, Houston, Phoenix, Tucson, Los Angeles, San Diego et Seattle,,.

## Effectif
L'ensemble Musica ad Rhenum (dont le nom signifie « Musique sur le Rhin ») opère dans différentes configurations allant du trio au sextuor.
Outre Jed Wentz, l'ensemble a compté au fil des ans de nombreux musiciens comme Marion Moonen (flûte traversière), Cordula Breuer (flûte traversière), Paul van de Linden (hautbois), Kristine Linde (hautbois), Manfred Kraemer (violon), Laura Johnson (violon), Igor Ruhadze (violon), Balász Máté (violoncelle), Job ter Haar (violoncelle), Michael Borgstede (clavecin), Marcello Bussi (clavecin), Norbert Kunst (basson) et Fred Jacobs (luth),,.

## Répertoire
Le répertoire de Musica ad Rhenum est centré principalement sur la musique de chambre du XVIIIe siècle,,,,.
Le répertoire de l'ensemble couvre également plus spécifiquement la musique de ce siècle aux Pays-Bas, un répertoire que Jed Wentz estime injustement négligé parce que dénigré dès le XVIIIe siècle par le musicologue britannique Charles Burney et par l'organiste de Groningue Jakob Lustig.

## Distinctions
Dans les années 1990, l'ensemble a reçu deux fois le prix de la Fondazione Cini pour des enregistrements de musique italienne (Pietro Antonio Locatelli et Antonio Vivaldi).
Musica ad Rhenum a également reçu un Diapason d'or pour son enregistrement des sonates pour flûte de Bach.

## Discographie
Musica ad Rhenum a réalisé des enregistrements pour les labels Vanguard Classics, NM Classics, Brilliant Classics, Challenge Classics, Cantus Records et Fidelio Classics,,.
- 1992 : Flute Concertos de Georg Philipp Telemann (Vanguard Classics)
- 1993 : Baroque Concerti From the Netherlands, œuvres de Johann Christian Schickhardt, Anton Wilhelm Solnitz, Albertus Groneman, Willem de Fesch et Conrad Friedrich Hurlebusch (NM Classics)
- 1994 : Concerti From Dresden & Berlin de Johann Joachim Quantz (Vanguard Classics)
- 1994 : Organ Concertos d'Antonio Vivaldi (Vanguard Classics)
- 1994 : Concerto Alla Rustica and Other Concerti d'Antonio Vivaldi (Vanguard Classics)
- 1995 : 6 Sonate A Tre Op. 5 de Locatelli (Vanguard Classics)
- 1995 Bach In Berlin, Flute Music Composed For Frederick The Great (Vanguard Classics)
- 1995 : Fortepiano Concertos de Johann Schobert, Johann Samuel Schroeter et Jan Ladislav Dussek, avec Fania Chapiro au piano-forte
- 1996 : VI Concerti Opera Quinta de Willem de Fesch (NM Classics)
- 1997 : Italian Flute Concertos (Vanguard Classics)
- 1999 : Mozart Flute Quartets (Vanguard Classics)
- 2001 : Joseph de Willem de Fesch (NM Classics)
- 2002 : The Unknown Handel (Challenge Classics)
- 2005 : Dido And Aeneas de Henry Purcell (Brilliant Classics)
- 2005 : Pan and Syrinx de John Galliard (Brilliant Classics)
- 2005 : Ascanio in Alba de Mozart (Brilliant Classics)
- 2006 : Il rè Pastore de Mozart, avec la soprano Johannette Zomer (Brilliant Classics)
- 2006 : Complete Flute Sonatas de Michel Blavet (Brilliant Classics)
- 2008 : Flute Sonatas de Locatelli (Brilliant Classics, 3 CD)
- 2008 : Chamber Music de François Couperin (Brilliant Classics, 7 CD)
- 2008 : Paris Quartets de Georg Philipp Telemann (Brilliant Classics, 3 CD)
- 2013 : Apollo e Dafne - The Alchymist de Georg Friedrich Händel (Brilliant Classics)
- 2013 : Sonates. Flûte, basse continue. Wq 123-133 de Carl Philipp Emanuel Bach (Brilliant Classics)
- 2013 : Concerts Royaux - Les Goûts-Réunis de François Couperin (Brilliant Classics, 3 CD)
- 2016 : Traverso Concertos de Georg Philipp Telemann (Cantus Records)
- 2016 : 12 Sonatas for Flute and B.C. de Johan Helmich Roman (Brilliant Classics)
- 2017 : Sonatas Opp. 44 & 91; Suites Op. 35 de Boismortier (Brilliant Classics)
- 2020 : Sonatas for Flute & B.C. de Jean-Daniel Braun (Brilliant Classics)
- 2020 : Christmas Cantata et Easter Cantata de Christian Friedrich Ruppe, avec l'Ensemble Bouzignac
- Concertos and suite for flute and strings de Georg Philipp Telemann (Fidelio Classics)
- Le Parnasse ou l'Apothéose de Corelli et L'Apothéose de Lulli de François Couperin (Brilliant Classics)